# 帕勒涅
帕勒涅（法語：Pallegney，法語發音：[palɲɛ] ⓘ）是法国大东部大区孚日省的一个市镇，位于该省中北部，属于埃皮纳勒区和埃皮纳勒城市圈公共社区。

## 地理
帕勒涅（48°17'37"N, 6°26'41"E）面积5.93 平方千米，位于法国大東部大區孚日省，该省份为法国东北部内陆省份，北起默兹省和默尔特-摩泽尔省，西接上马恩省，南至上索恩省和贝尔福地区省，东临上莱茵省和下莱茵省。
与帕勒涅接壤的市镇（或旧市镇、城区）包括：迪尔比永河畔多梅夫尔、瓦克松库尔、赞库尔、塔翁莱孚日。
帕勒涅的时区为UTC+01:00、UTC+02:00（夏令时）。

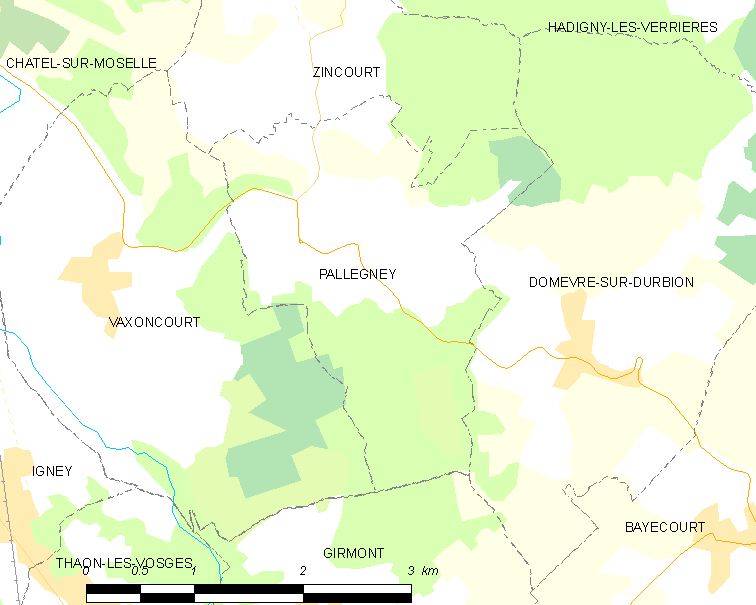
帕勒涅的OSM定位图

## 行政
帕勒涅的邮政编码为88330，INSEE市镇编码为88342。

## 政治
帕勒涅所属的省级选区为布吕耶尔县。

## 交通
孚日省省道D10线和D12线在境内交汇。

## 人口

1962-2008年间帕勒涅人口变化图示

帕勒涅于2022年1月1日时的人口数量为172人。